# The Animals
The Animals war eine britische Rhythm-’n’-Blues- und Rockband der 1960er Jahre.

## Geschichte
Im Jahre 1958 wurde die Musikformation Alan Price Combo gegründet, die fortan in den Clubs von Newcastle upon Tyne populär wurde. 1962 stieß Eric Burdon, der zuvor in der Band The Pagans gesungen hatte, als Sänger hinzu. Anfangs spielte die Band vor allem Soul- und Bluesstücke von Ray Charles, Sam Cooke, Chuck Berry und John Lee Hooker.
Der Legende nach wurde die Band vom Publikum wegen ihres wilden Auftretens oder ihrer „animalischen“ Musik „Animals“ genannt, worauf sie sich später entsprechend umbenannte. Eric Burdon sagte dazu: „Wir nannten uns Animals, weil Rock von einfachen grundlegenden, animalischen Affekten und Bedürfnissen handelt. Die meisten Leute denken bei diesem Namen an Löwen, Tiger, Elefanten und Zoos; für mich bedeutet er aber Schweiß, Sound, Sorgen und Soul“. In seiner Biographie nennt Burdon jedoch „Animal“ Hogg, ein Mitglied von The Squatters, einer lokalen Band, als Ursprung des Namens.
Anfang 1963 traten The Animals für zwei Monate im Hamburger Star-Club auf.
Ab 1964 spielten The Animals in London. Ihre Musik war stark von Folk und Blues geprägt. Entdecker und erster Produzent bis Anfang 1966 war Mickie Most, der die Gruppe 1964 als noch unbekannter Produzent unter Vertrag genommen hat. Der A-Titel ihrer ersten Single war eine Coverversion von Bob Dylans Baby Let Me Take You Home, ein Bluesstandard, den Dylan bereits auf seiner ersten LP veröffentlicht hatte. Die darauffolgende Single The House of the Rising Sun entwickelte sich zu einem kommerziellen Erfolg, auch in den USA. Es folgten die Singles I’m Crying, Boom Boom, Don’t Let Me Be Misunderstood (mit dem Bluesrock-Titel als Coverversion von Nina Simones Song) und Bring It On Home To Me, bis der Orgelspieler Alan Price ausstieg und von Mick Gallagher ersetzt wurde.

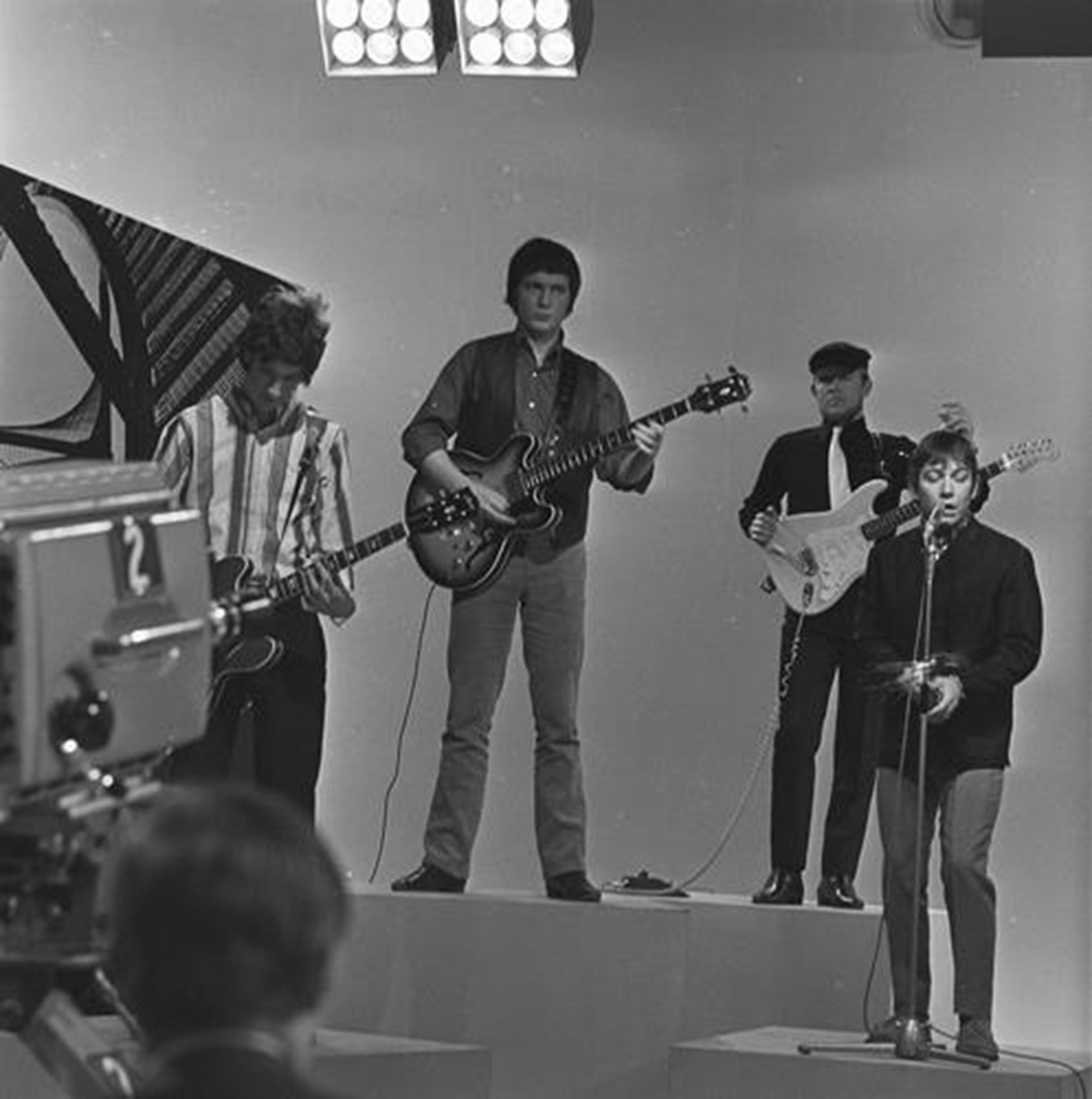
Eric Burdon & The Animals (1967)

Als im Juli 1965 Dave Rowberry für das Klavier unter Vertrag genommen wurde, folgten die Produktionen We Gotta Get Out Of This Place, It’s My Life, Inside Looking Out und Don’t Bring Me Down, die sich alle sehr erfolgreich verkauften. See See Rider (1966) erreichte Platz 1 der Kanada-Single-Charts.
Im September 1966 brach die Band wegen finanzieller Probleme auseinander und wurde von Burdon aufgelöst. Price gründete die Band Alan Price Set, trat damit auch erfolgreich auf, und arbeitete mit Georgie Fame zusammen. Der Bassist Chas Chandler, der Jimi Hendrix entdeckt hatte, konzentrierte sich daraufhin auf seine Karriere als Gründer, Manager und Produzent von The Jimi Hendrix Experience.
Burdon nahm ein Solo-Album auf, dessen Single Help Me Girl sich gut verkaufte; das Album selbst war weniger erfolgreich. Burdon formierte anschließend eine neue Band, die er mit komplett neuer Besetzung Eric Burdon & The New Animals (oder einfach „The New Animals“) nannte. Nach Auftritten in Deutschland und Australien traten sie im März 1967 in den USA auf dem Monterey Pop Festival auf. Im April wurde die Single When I Was Young veröffentlicht.
Die Band Eric Burdon & The New Animals wurde zu dieser Zeit als wichtiger Teil einer Flower-Power- und Psychedelic-Bewegung wahrgenommen, zumal in wechselnder Besetzung weitere Top-10-Singles produziert wurden, wie San Franciscan Nights, Good Times, Monterey, Sky Pilot und Ring of Fire. Das Ende dieser Formation wird durch ihr Doppelalbum Love Is markiert. Im Februar 1969 löste sich die Band auf, als Gründe werden Meinungsverschiedenheiten der Bandmitglieder mit Burdon, der zudem bereits 1968 eine Filmkarriere anstrebte, genannt. Einige Mitglieder konzentrierten sich fortan auf eine Karriere als Solokünstler.
Burdon schloss sich im März 1969 als Sänger der Funkband War an, während einige seiner ehemaligen Kollegen unter dem Namen „The Animals“ auftraten. Da sich bis dahin kein Musiker der damaligen Formation Eric Burdon & The New Animals die Namensrechte gesichert hatte, gründeten sich in den folgenden Jahren diverse Coverbands unter diesen Namen und gaben öffentliche Konzerte.
Daraufhin entschlossen sich die fünf Originalmitglieder der New Animals, ein neues Album aufzunehmen. Before We Were So Rudely Interrupted wurde im Dezember 1975 produziert und wegen Urheberrechtsproblemen erst 18 Monate später veröffentlicht.
1983 nahmen die fünf Originalmitglieder das Album Ark auf. Zuvor hatten sich sowohl Burdon als auch Price erfolgreich als Solokünstler etabliert. Das Album erzielte, trotz teils schlechter Kritik, hohe Verkaufszahlen. Die Single The Night erreichte im selben Jahr die US-Charts.
Die Originalformation unternahm bis Anfang 1984 eine Welttournee. Manager Chandler gab daraufhin in der Presse bekannt, dass sich die Band – erneut wegen Burdons Verhalten – auflösen werde. Chandler sah in dem Bandmitglied Price einen kompatiblen Ersatz als Sänger, der in der Lage sei, die Band weiter erfolgreich voranzubringen. Im August 1984 folgte die Live-Platte Rip it to Shreds – Greatest Hits Live.
In den 1990er Jahren benannten und formierten sich viele Bands nach den Animals, wie z. B. „Danny McCulloch’s Animals“ oder „Animals II“ um Gitarrist Hilton Valentine, die jeweils ein Album veröffentlichten. 1994 wurden The Animals in ihrer Urformation (ohne Dave Rowberry – aber mit Alan Price) in die Rock and Roll Hall of Fame aufgenommen.
Auch Burdon verwendete den Namen erneut, um drei Live-Alben zu veröffentlichen.
Seit 2001 treten „The Animals & Friends“ in wechselnder Besetzung mit einigen ehemaligen Mitgliedern auf. 2004 erschien ein Studioalbum mit neuen Tracks. Zu diesen „Animals & Friends“ gehörte neben dem Drummer John Steel bis zu seinem plötzlichen Tod im Juni 2003 auch Dave Rowberry am Klavier. Ab Juni 2003 übernahm Mick Gallagher das Klavier.
Vom Magazin Rolling Stone wurde Eric Burdon 2008 in die Liste der besten Sänger und Sängerinnen aller Zeiten aufgenommen. Am 29. Januar 2015 starb Danny McCulloch, der ehemalige Bassist der Band, an einem Herzinfarkt, am 29. Januar 2021 der Gitarrist Hilton Valentine 77-jährig. Am 30. Juni 2021 erlag Gitarrist Vic Briggs in Neuseeland einem Krebsleiden.

### Filmografie
- 1964 Mitwirkung als Band in dem MGM-Musikfilm "Get Yourself a College Girl", zusammen mit The Dave Clark Five, Stan Getz, Jimmy Smith und anderen.[11]

## Diskografie
Studioalben

| Jahr                      | Titel                                | Höchstplatzierung, Gesamtwochen, AuszeichnungChartplatzierungen (Jahr, Titel, Platzierungen, Wochen, Auszeichnungen, Anmerkungen) | Höchstplatzierung, Gesamtwochen, AuszeichnungChartplatzierungen (Jahr, Titel, Platzierungen, Wochen, Auszeichnungen, Anmerkungen) | Höchstplatzierung, Gesamtwochen, AuszeichnungChartplatzierungen (Jahr, Titel, Platzierungen, Wochen, Auszeichnungen, Anmerkungen) | Anmerkungen                              |
| Jahr                      | Titel                                | DE | UK | US | Anmerkungen                              |
| ------------------------- | ------------------------------------ | --- | --- | --- | ---------------------------------------- |
| The Animals               |                                      | | | |                                          |
|                           |                                      | | | |                                          |
| 1964                      | The Animals                          | — | UK6 (20 Wo.)UK | — | Erstveröffentlichung: 21. September 1964 |
| 1964                      | The Animals                          | — | — | US7 (27 Wo.)US | US-Album                                 |
| 1965                      | The Animals on Tour                  | — | — | US99 (9 Wo.)US | Erstveröffentlichung: Februar 1965       |
| 1965                      | Animal Tracks                        | — | UK6 (26 Wo.)UK | US57 (25 Wo.)US | Erstveröffentlichung: 19. Mai 1965       |
| 1966                      | Animalization                        | — | — | US20 (30 Wo.)US | Erstveröffentlichung: 17. Juni 1966      |
| 1966                      | Animalism                            | — | UK4 (17 Wo.)UK | US33 (22 Wo.)US | Erstveröffentlichung: 21. November 1966  |
| Eric Burdon & the Animals |                                      | | | |                                          |
|                           |                                      | | | |                                          |
| 1967                      | Eric Is Here                         | — | — | US121 (13 Wo.)US | Erstveröffentlichung: März 1967          |
| 1967                      | Winds of Change                      | — | — | US42 (20 Wo.)US | Erstveröffentlichung: 27. September 1967 |
| 1968                      | The Twain Shall Meet                 | — | — | US79 (29 Wo.)US | Erstveröffentlichung: März 1968          |
| 1968                      | Every One of Us                      | — | — | US152 (8 Wo.)US | August 1968                              |
| 1968                      | Love Is                              | — | — | US123 (10 Wo.)US | Erstveröffentlichung: 6. Dezember 1968   |
| 1977                      | Before We Were So Rudely Interrupted | — | — | US70 (11 Wo.)US | Erstveröffentlichung: 26. August 1977    |
| 1983                      | Ark                                  | — | — | US66 (10 Wo.)US | Erstveröffentlichung: 9. August 1983     |
| The Eric Burdon Band      |                                      | | | |                                          |
|                           |                                      | | | |                                          |
| 1974                      | Sun Secrets                          | — | — | US51 (16 Wo.)US |                                          |
| 1975                      | Stop                                 | — | — | US171 (5 Wo.)US |                                          |
| Eric Burdon               |                                      | | | |                                          |
|                           |                                      | | | |                                          |
| 2004                      | My Secret Life                       | DE93 (1 Wo.)DE | — | — |                                          |
| 2006                      | Soul of a Man                        | DE43 (4 Wo.)DE | — | — |                                          |
| 2013                      | ’Til Your River Runs Dry             | DE57 (1 Wo.)DE | — | — |                                          |

Weitere Studioalben
- 1971: Guilty! (Eric Burdon & Jimmy Witherspoon)
- 1977: Survivor (Eric Burdon)
- 1980: Darkness Darkness (Eric Burdon)
- 1980: The Last Drive (Eric Burdon)
- 1982: Comeback (The Eric Burdon Band)
- 1983: Power Company (Eric Burdon)
- 1988: I Used To Be An Animal (Eric Burdon)
- 1995: Lost Within the Halls of Fame (Eric Burdon)
- 2008: Mirage (Eric Burdon)
- 2012: Eric Burdon & the Greenhornes (Eric Burdon & the Greenhornes)[14]
- 2023: Accentuate The Positive[15]